# Astrangia rathbuni
Astrangia rathbuni is een rifkoralensoort uit de familie van de Rhizangiidae. De wetenschappelijke naam van de soort is voor het eerst geldig gepubliceerd in 1906 door Vaughan.